# (8737) Takehiro
(8737) Takehiro est un astéroïde de la ceinture principale.

## Description
(8737) Takehiro est un astéroïde de la ceinture principale. Il fut découvert le 11 janvier 1997 à Ōizumi par Takao Kobayashi. Il présente une orbite caractérisée par un demi-grand axe de 3,12 UA, une excentricité de 0,12 et une inclinaison de 11,5° par rapport à l'écliptique.

## Compléments